# Спис (модуль)
«Спис» — український бойовий модуль з автоматичною гарматою калібру 30 мм. Встановлюється на легких бойових броньованих машинах (БТР, БМП тощо) або плавучих засобах.

## Історія
За даними Андрія Тарасенка, бойовий модуль є розвитком модуля «Штиль-С». Він може без змін встановлюватися як на бронетехніку, так і на плавучі засоби.
Відомо про встановлення модуля на БМП-1ТС і ліцензійну південноамериканську машину Mbombe.

## Характеристики
У модулі встановлена 30-мм гармата типу 2А72 (ЗТМ-1 або КБА-1) iз 300 снарядами, 30-мм автоматичний гранатомет КБА-117 (АГС-17) із 125 гранатами, 7,62-мм кулемет КТ-7,62 та комплекс керованого озброєння «Бар'єр» з двома ракетами.
Модуль має:
- тепловізорну і денну камери (оптико-телевізійний та оптико-тепловізійний модулі);
- лазерний далекомір;
- стабілізатор озброєння — цифровий, електромеханічний, 2-площинний;
- систему дубльованого управління бойовим модулем: управління може здійснюватись з двох робочих місць — оператора і командира.
- можливість дистанційного управління модулем «з землі».

Бойовий модуль «Спис», на відміну від інших модулів, заряджається не ззовні, а зсередини. За словами розробників, це суттєво підвищує бойові можливості та живучість бойової броньованої машини.

## Галерея

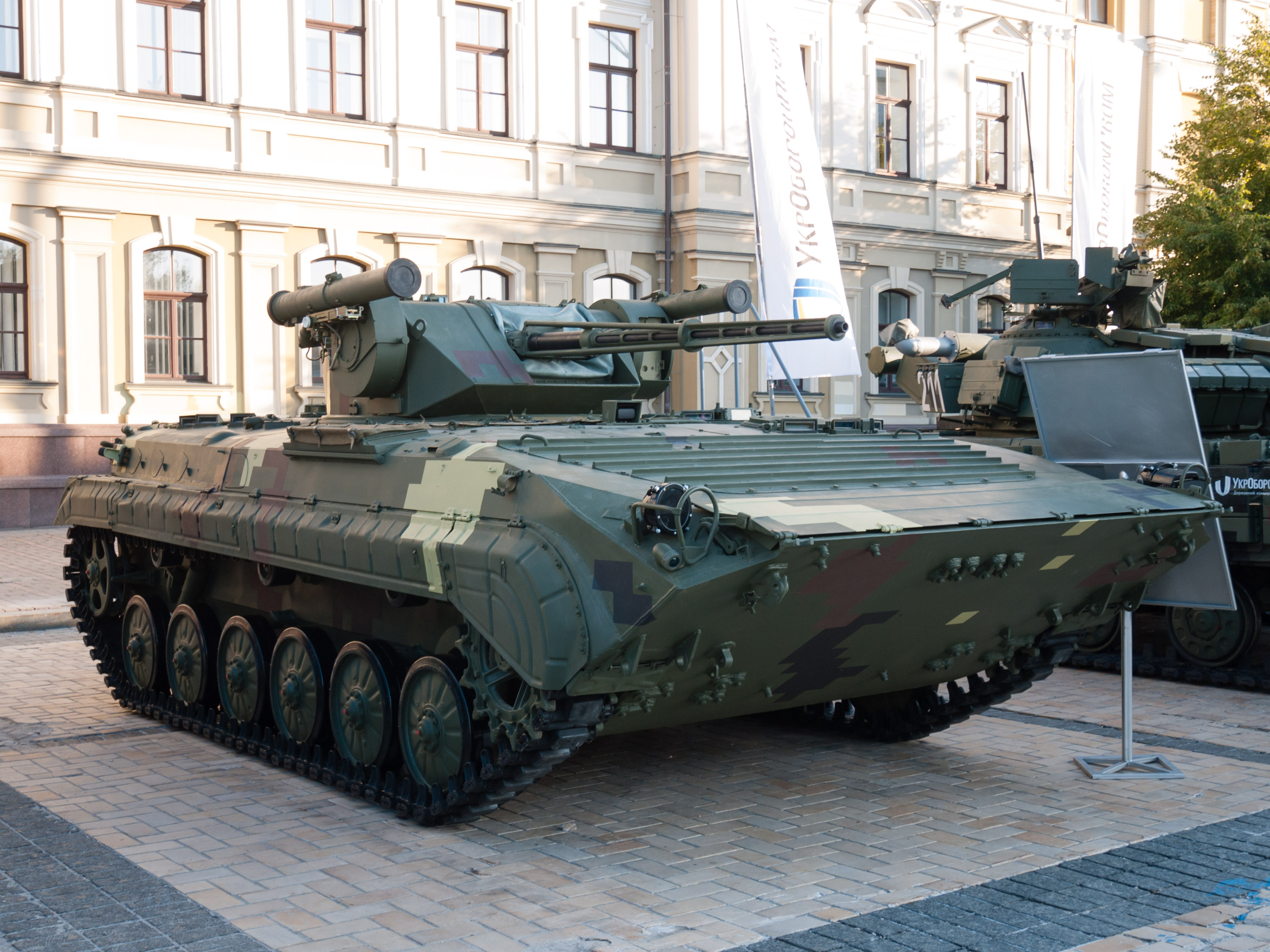
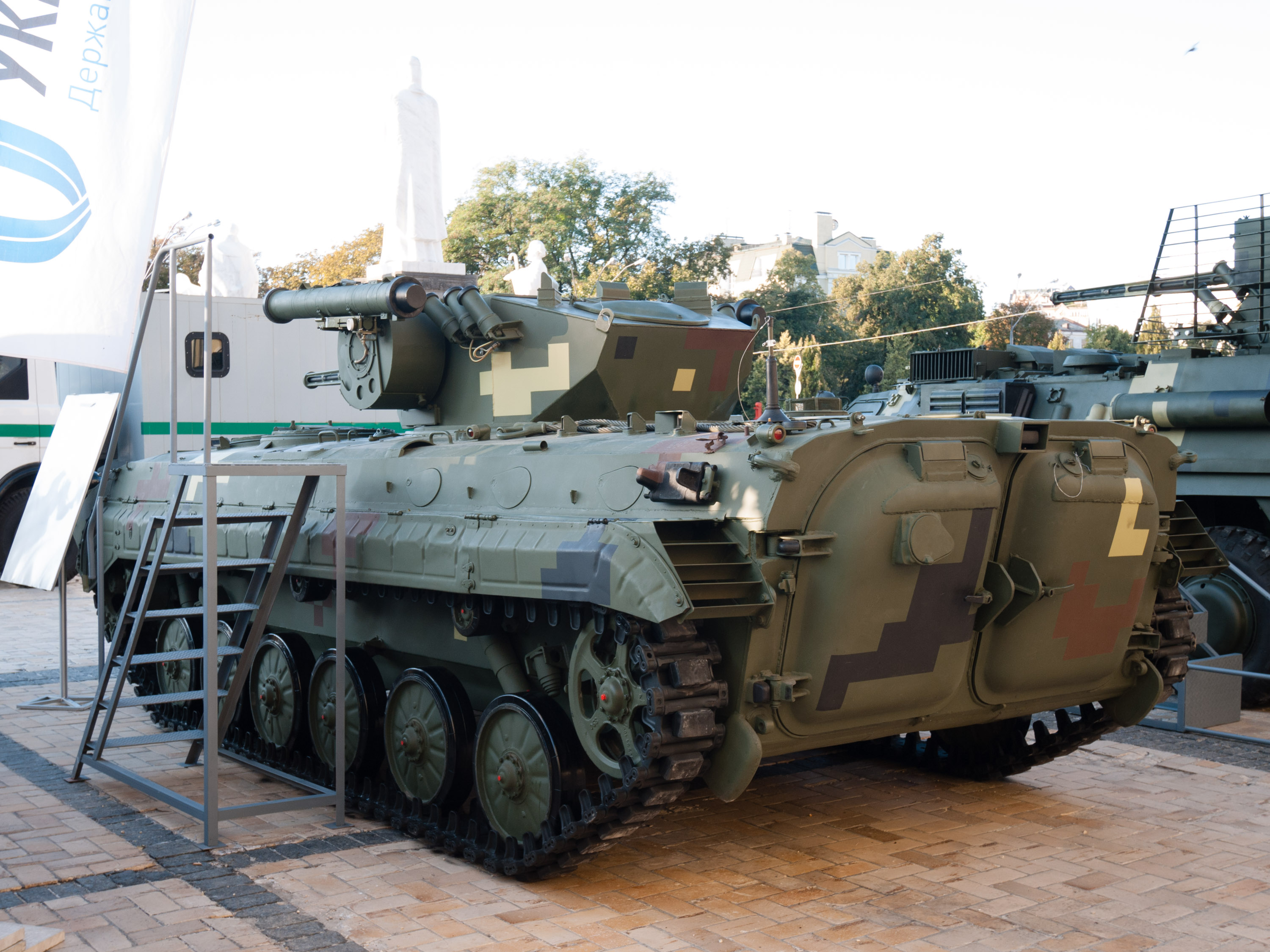
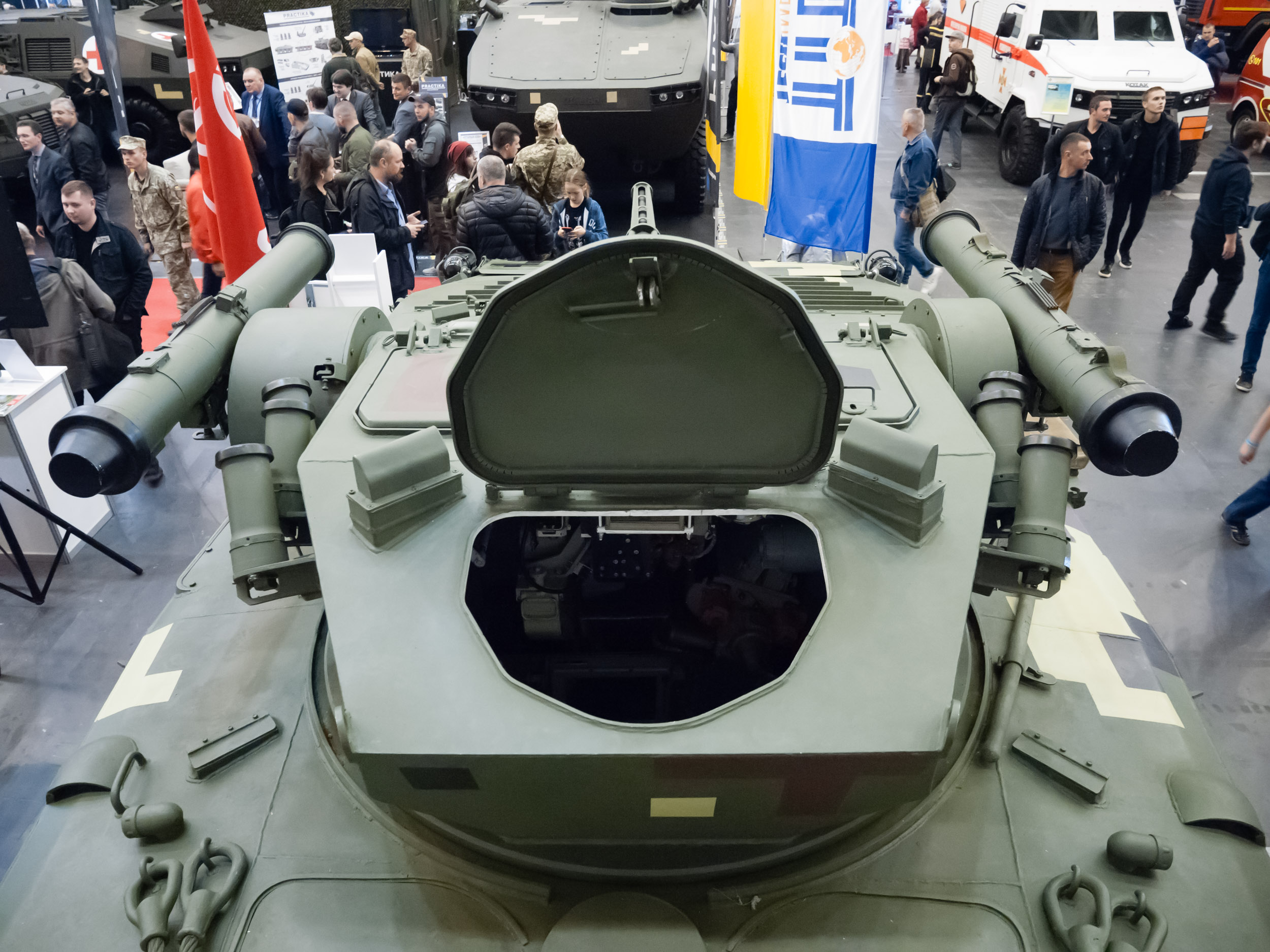
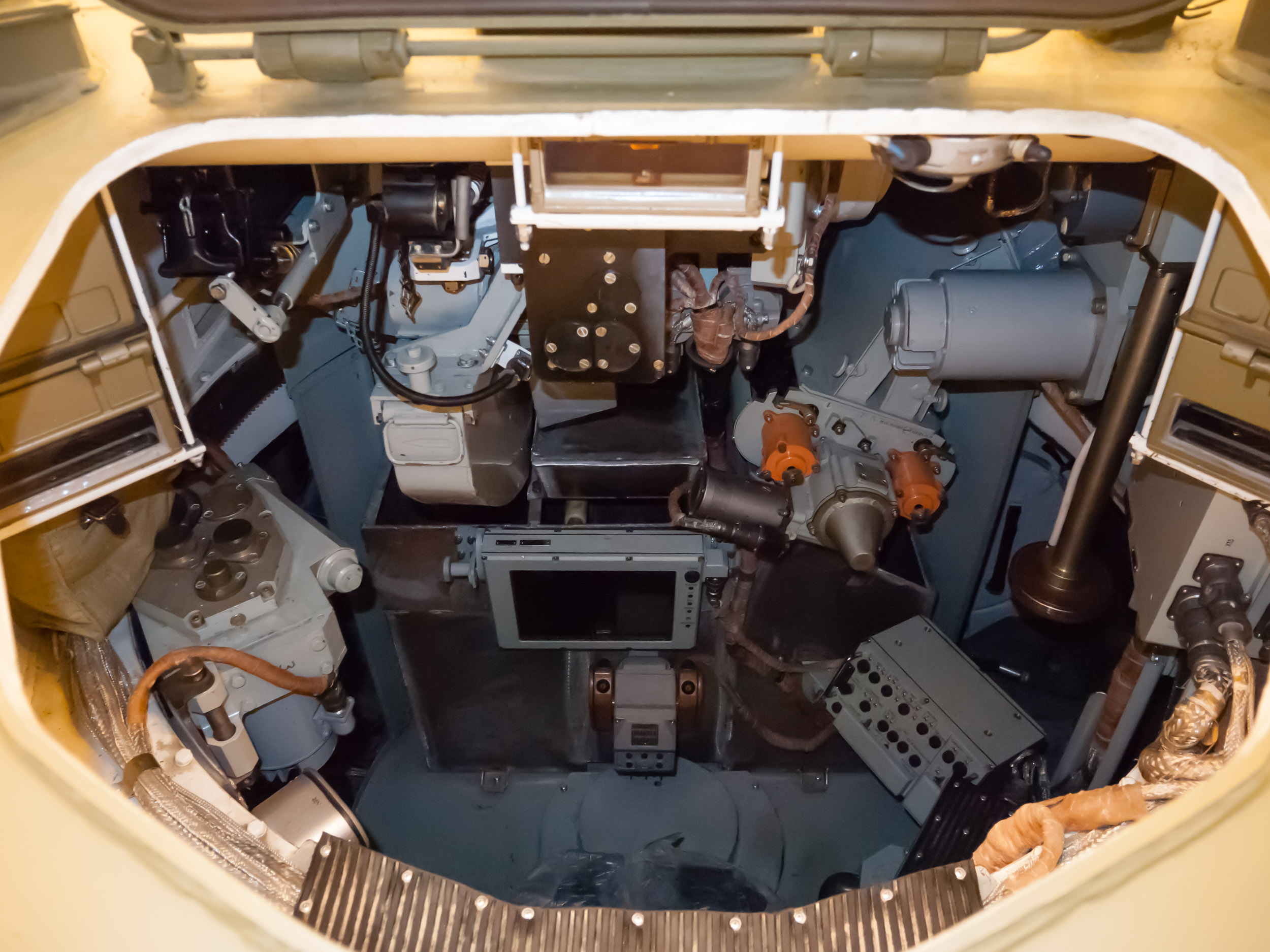
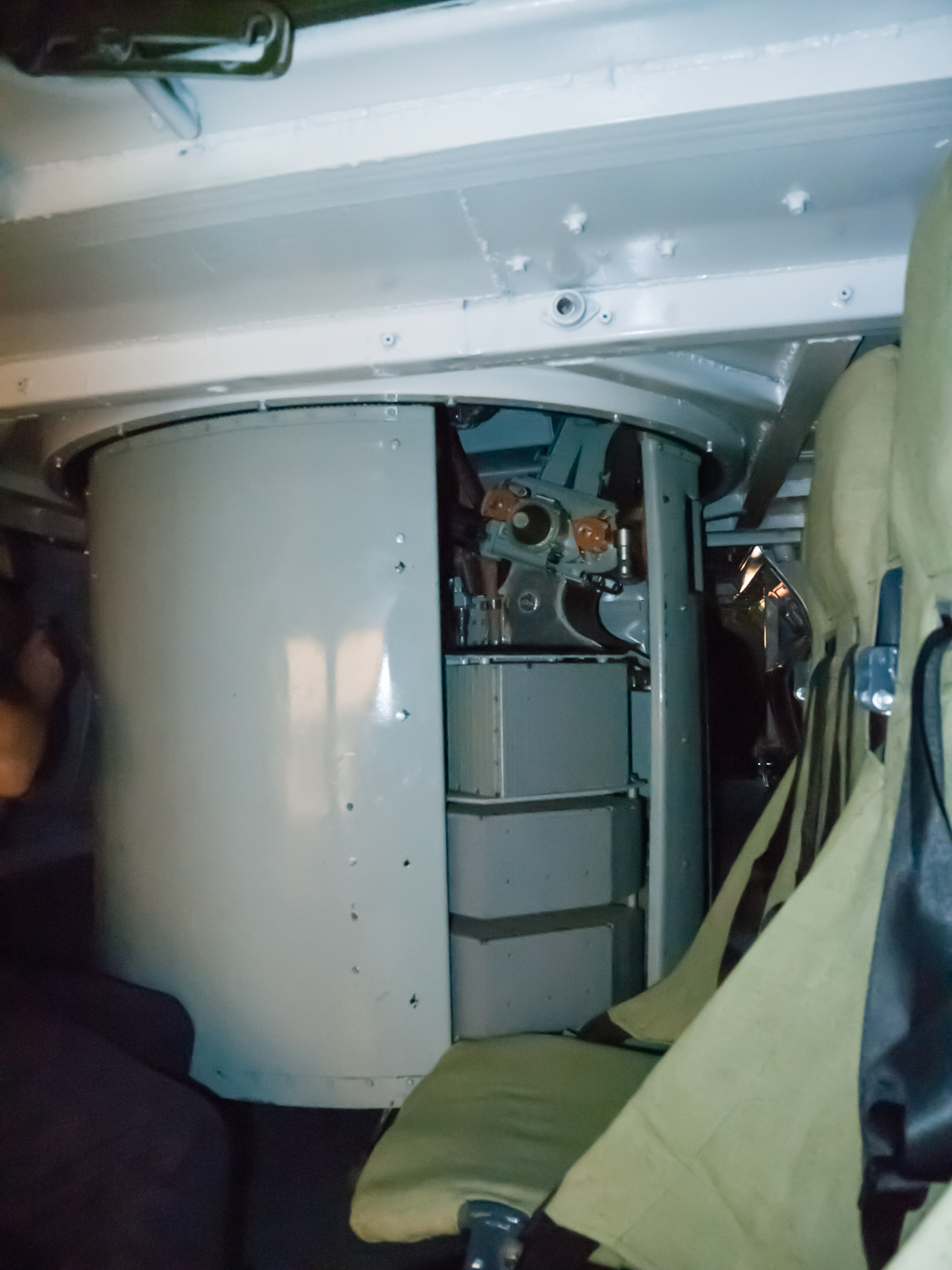
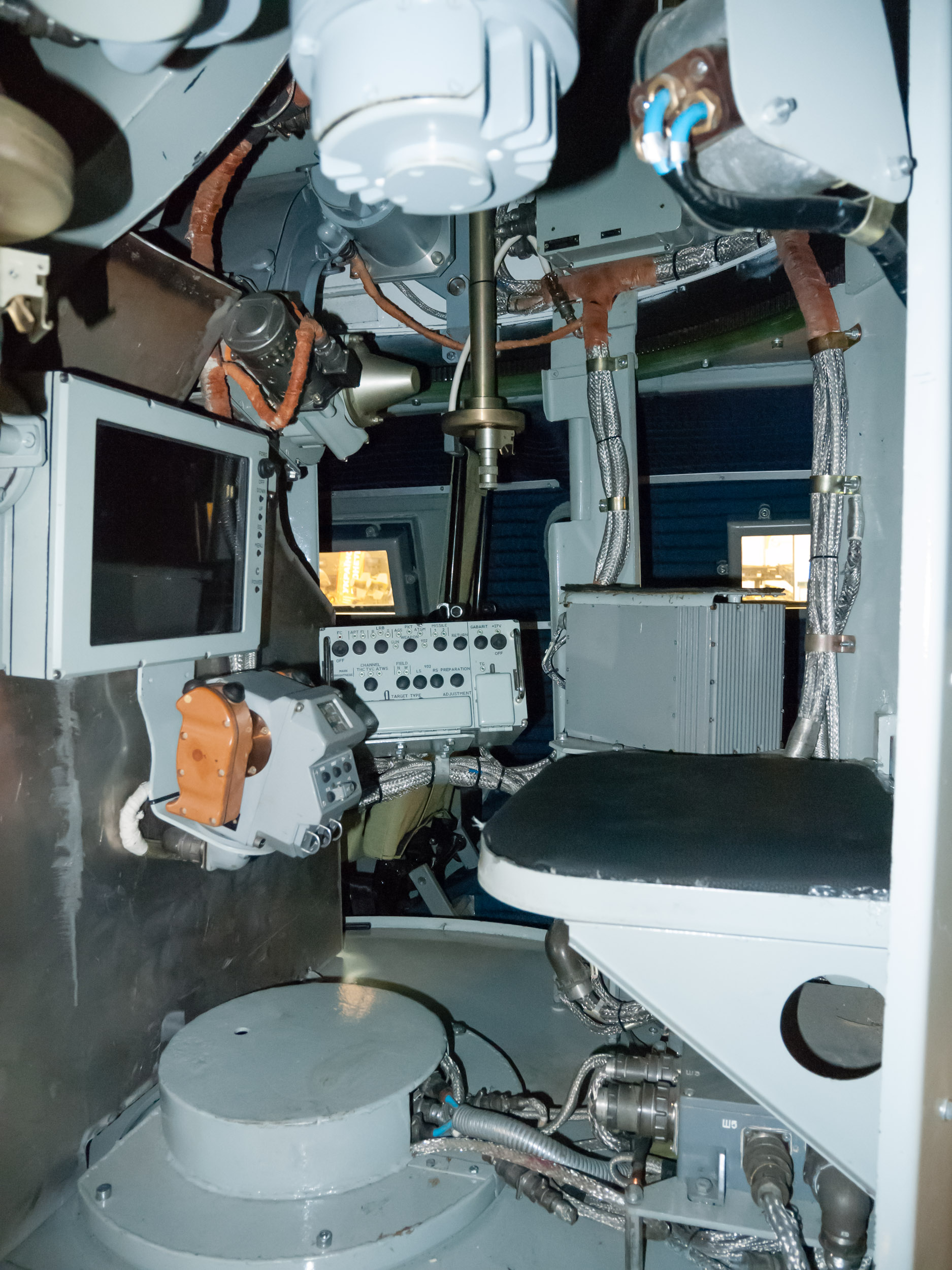
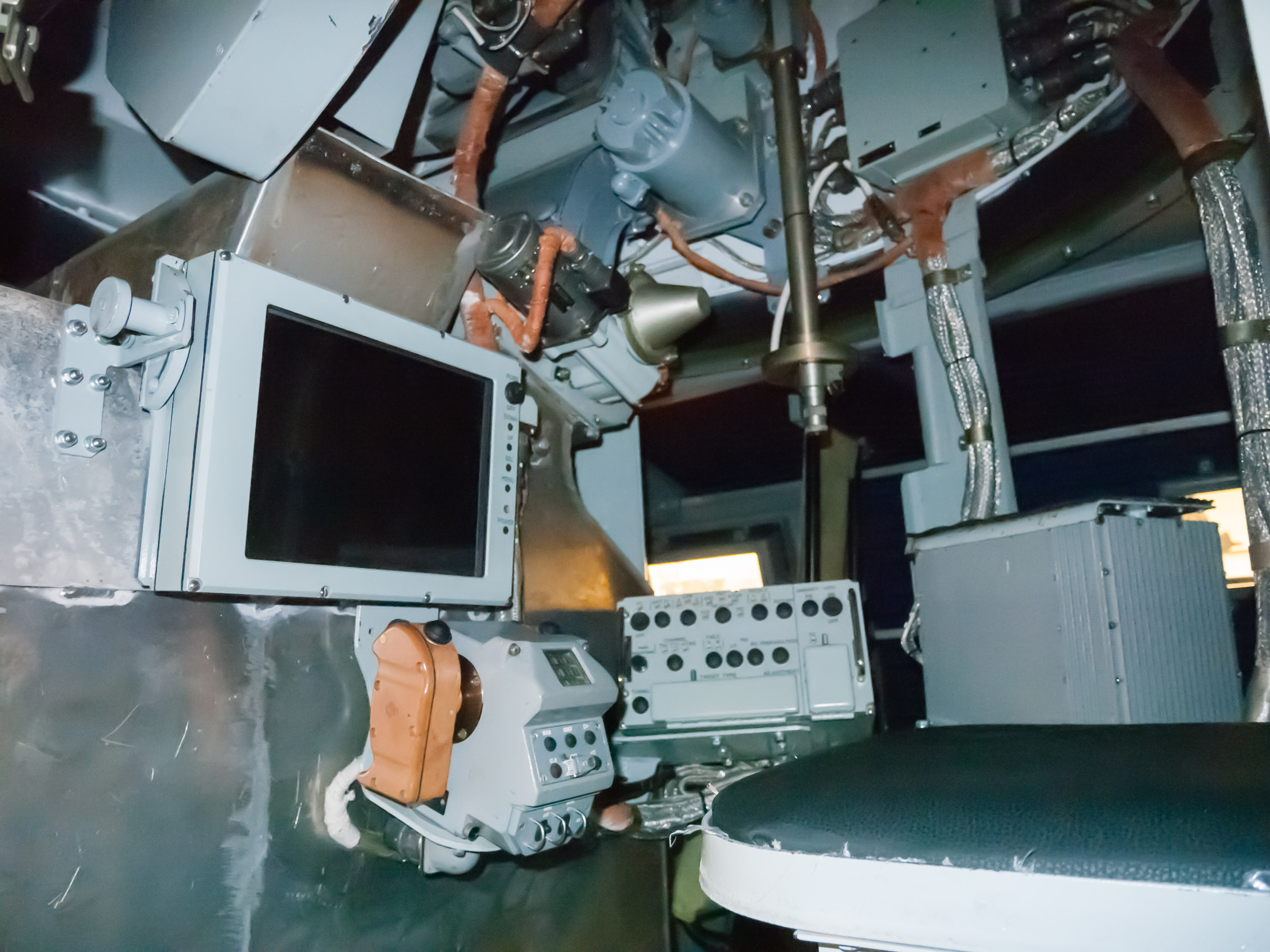

### Відео
- Remote weapon station «SPYS» (Techimpex, Ukraine) [Архівовано 11 січня 2020 у Wayback Machine.] // вересень 2018